# Die Inseln Amami-Oshima, Tokunoshima, Iriomote und nördlicher Teil der Insel Okinawa
Die zu den Nansei-Inseln gehörenden Inseln Amami-Oshima, Tokunoshima, Iriomote sowie der nördliche Teil der Insel Okinawa (奄美大島、徳之島、沖縄島北部及び西表島 Amami-Ōshima, Tokunoshima, Okinawajima-hokubu oyobi Iriomotejima) beherbergen die größte Artenvielfalt in Japan. Die Inseln sind durch subtropische, immergrüne Laubwälder und hohe Niederschläge geprägt und beherbergen Mangrovenwäldern und anderen einzigartigen Ökosystemen, die man nirgendwo sonst findet.
Seit 2021 stehen die Inseln und der nördliche Teil der Insel Okinawa wegen ihrer Biodiversität auf der Liste des UNESCO-Weltnaturerbes.

## Liste der Einzelstätten
Die Stätten umfassen den Amamigunto-Nationalpark, Yambaru-Nationalpark und Iriomote-Ishigaki-Nationalpark sowie die Schutzzonen im „Amamigunto Forest Ecosystem Reserve“, „Yambaru Forest Ecosystem Reserve“ und „Iriomote Forest Ecosystem Reserve“.
Karte mit allen Koordinaten des Abschnitts Liste der Einzelstätten: OSM
| Name der Stätte                              | Standort | Bild | Schutzzone [ha] | Pufferzone [ha] |
| -------------------------------------------- | -------- | ---- | --------------- | --------------- |
| Amami-Oshima 奄美大島                        | Lage     |      | 11.640          | 14.663          |
| Tokunoshima (a) 徳之島                       | Lage     |      | 1.724           | 1.813           |
| Tokunoshima (b) 徳之島                       | Lage     |      | 791             | 999             |
| Nördlicher Teil der Insel Okinawa 沖縄島北部 | Lage     |      | 7.721           | 3.398           |
| Iriomote 西表島                              | Lage     |      | 20.822          | 3.594           |

## Flora und Fauna
Die Fläche der vier Regionen, in denen sich das nominierte Gebiet befindet, macht zusammen nur 0,4 % der gesamten Landfläche Japans aus. Diese Gebiete beherbergen jedoch 26 % der Gefäßpflanzenarten, 7 % der endemischen Arten, 20 % der Arten, die auf der Roten Liste des japanischen Umweltministeriums (MOEJ) als bedroht aufgeführt sind. Sie sind auch Lebensraum für 58 % aller Wirbeltiere in Japan, 44 % der endemischen Arten Japans (ohne Binnenfische) und 30 % der Arten, die auf der Roten Liste der IUCN stehen. Außerdem sind 21 % der in Japan lebenden Insektenarten und 56 % der bedrohten Arten sowie 64 % der in Japan vorkommenden Binnenkrebse und 39 % der endemischen Arten in den Regionen zu finden.
„Es gibt 188 Arten von Gefäßpflanzen und 1.607 Arten von Insekten, die alle endemischen Arten in den vier Regionen umfassen.“
Die folgenden Listen geben einen Überblick über die gefährdeten (Rote Liste der IUCN, Rote Liste des japanischen Umweltministeriums (MOEJ), EDGE-Spezies) und endemischen Arten der Regionen.

### Fauna
| Spezies                                                       | IUCN | MOEJ | EDGE | endemisch |
| ------------------------------------------------------------- | ---- | ---- | ---- | --------- |
| Asiagomphus amamiensis                                        | x    |      |      | x         |
| Samtkehlnachtigall (Luscinia komadori namiyei)                |      | x    |      | x         |
| Ryukyu-Kaninchen (Pentalagus furnessi)                        | x    |      | x    |           |
| Habuschlange (Protobothrops flavoviridis)                     |      |      |      | x         |
| Neolucanus protogenevetius                                    |      | x    |      | x         |
| Amamiwaldschnepfe (Scolopax mira)                             | x    |      | x    | x         |
| Ryukyu-Stachelratte (Tokudaia osimensis)                      | x    |      | x    |           |
| Dinodon semicarinatum                                         |      |      |      | x         |
| Ryukyu-Ratte (Diplothrix legata)                              | x    |      | x    |           |
| Myotis yanbarensis                                            | x    |      |      | x         |
| Prachthäher (Garrulus lidthi)                                 |      |      | x    |           |
| Himalajaerddrossel (Zoothera dauma major)                     |      | x    |      | x         |
| Weißrückenspecht (Dendrocopos leucotos owstoni)               |      | x    |      | x         |
| Odorrana splendida                                            | x    |      |      |           |
| Odorrana amamiensis                                           | x    |      |      | x         |
| Babina subaspera                                              | x    | x    |      |           |
| Schwertschwanzmolch (Cynops ensicauda)                        | x    |      |      |           |
| Matrona basilaris japonica                                    | x    |      |      | x         |
| Ryukyu-Stachelratte (Tokudaia tokunoshimensis)                | x    |      | x    |           |
| Goniurosuarus splendens                                       | x    |      | x    |           |
| Echinotriton andersoni                                        | x    |      | x    |           |
| Okinawaspecht (Sapheopipo noguchii)                           | x    |      |      | x         |
| Rhipidolestes shozoi                                          | x    |      |      | x         |
| Okinawaralle (Gallirallus okinawae)                           | x    |      | x    |           |
| Odorrana narina                                               | x    |      |      | x         |
| Ryukyu-Flughund (Pteropus dasymallus inopinatus)              | x    |      |      | x         |
| Ryukyu-Stachelratte (Tokudaia muenninki)                      | x    |      | x    |           |
| Cheirotonus jambar                                            | x    |      |      |           |
| Neolucanus okinawanus                                         |      | x    |      | x         |
| Limnonectes namiyei                                           | x    |      | x    |           |
| Okinawa-Krallengecko (Goniurosuarus kuroiwae)                 | x    |      | x    |           |
| Babina holsti                                                 | x    |      |      |           |
| Japanische Zacken-Erdschildkröte (Geoemyda japoinca)          | x    |      | x    |           |
| Rhinocypha uenoi                                              | x    |      |      | x         |
| Asiagomphus yayeyamensis                                      | x    |      |      | x         |
| Odorrana supranarina                                          | x    |      |      | x         |
| Ryukyu-Schönnatter (Elaphe taeniura schmackeri)               |      | x    |      | x         |
| Scincella boettgeri                                           |      |      |      | x         |
| Plestiodon kishinouyei                                        | x    |      | x    | x         |
| Ryukyu-Flughund (Pteropus dasymallus yayeyamae)               | x    |      |      | x         |
| Haubenschlangenadler (Spilornis cheela perplexus)             |      | x    |      | x         |
| Ochlodes asahinai                                             |      | x    |      |           |
| Odorrana utsunomiyaorum                                       | x    |      |      | x         |
| Neolucanus insulicola insulicola                              |      |      |      | x         |
| Iriomote-Katze (Prionailurus begalensis iriomotensis)         | x    |      |      | x         |
| Ryukyu-Langflügelfledermaus (Miniopterus fuscus)              | x    |      | x    | x         |
| Ryukyu-Wildschwein (Sus scrofa riukianus)                     |      |      |      | x         |
| Gelbrand-Scharnierschildkröte (Cuora flavomarginata evelynae) | x    |      |      | x         |
| Takydromus dorsalis                                           | x    |      | x    | x         |
| Nidirana okinavana                                            | x    |      | x    |           |

### Flora
| Spezies                                                  | IUCN | MOEJ | EDGE | endemisch |
| -------------------------------------------------------- | ---- | ---- | ---- | --------- |
| Liparis viridiflora                                      |      | x    |      |           |
| Asarum fudsinoi                                          | x    |      |      |           |
| Viola amamiana                                           | x    |      |      |           |
| Cardiandra amamioshimensis                               | x    |      |      | x         |
| Polypodium amamianum                                     |      | x    |      | x         |
| Solenogyne mikadoi                                       | x    |      |      | x         |
| Asarum hatsushimae                                       | x    |      |      |           |
| Pteris formosana                                         |      | x    |      |           |
| Dendrobium okinawense                                    |      | x    |      |           |
| Japanische Lavendelheide (Pieris japonica var, koidzumi) |      | x    |      | x         |
| Asarum gelasinum                                         |      |      |      | x         |
| Solenogyne mikadoi                                       | x    |      |      | x         |
| Begonia fenicis                                          | x    |      |      |           |